# 新刑法評論
新刑法評論（New Criminal Law Review；ISSN 1933-4192）是由加州大學出版社出版的同行評審季度法律評論期刊。 它成立於1997年，當時名為"布法羅刑法評論"(Buffalo Criminal Law Review)；不過在加州大學出版社負責出版該期刊之後、於2007年更名。 《新刑法評論》側重於在國內、跨國以及國際背景下的犯罪考察、刑法哲學與刑法懲罰。《新刑法評論》被評為位列第七之最佳刑法期刊。

## 登出之論文參考
一些在期刊上登出過較著名的論文列表。
- George P. Fletcher, “The Fall and Rise of Criminal Theory”(犯罪理論之興衰), 1(2) Buff. Crim. R. (1998).
- Nicola Lacey（英语：Nicola Lacey）, “Philosophy, History and Criminal Law Theory”(哲學、歷史以及刑法理論), 1(2) Buff. Crim. R. (1998).
- Markus Dirk Dubber, “The Victim in American Penal Law: A Systematic Overview”(美國刑法中的被害者：系統概述), 3(1) Buff. Crim. R. (1998).
- Paul Robinson, “Structuring Criminal Codes to Perform Their Function”(構建刑法典以履行其職能), 4(1) Buff. Crim. R. (2000).
- Bernard E. Harcourt, “Joel Feinberg on Crime and Punishment: Exploring the Relationship Between The Moral Limits of the Criminal Law and The Expressive Function of Punishment”(喬爾·范伯格（英语：Joel Feinberg）論罪與罰：探析刑法的道德界限與刑罰表達功能的關係), 5(1) Buff. Crim. R. (2002).
- R.A. Duff, “Virtue, Vice, and Criminal Liability: Do We Want an Aristotelian Criminal Law?”(美德、罪惡以及刑事責任：我們想要亞里士多德的刑法嗎？), 6(1) Buff. Crim. R. (2003).
- Dennis J. Baker, “Moral Limits of Criminalizing Remote Harms”(將遠程傷害定為刑事犯罪的道德界限), 10(3) New Crim. R. (2007).

## 參閱
- 外國法律期刊索引（英语：Index to Foreign Legal Periodicals）
- 喬爾·范伯格（英语：Joel Feinberg）
- 聯邦量刑報導（英语：Federal Sentencing Reporter）
- 霍華德刑事司法期刊（英语：Howard Journal of Criminal Justice）
- 國際法律、犯罪暨司法期刊（英语：International Journal of Law, Crime and Justice）
- 司法季刊（英语：Justice Quarterly）
- 刑法與犯罪學期刊
- 刑事司法（英语：Criminal justice）
- 1994年刑事司法與公共秩序法（英语：1994 年刑事司法和公共秩序法）
- SchNEWS（英语：SchNEWS）
- 法律評論（英语：Law review）
- 陪審團否決權（英语：Jury nullification）

## 外部連結
- 官方网站